# Ясла (заклад)

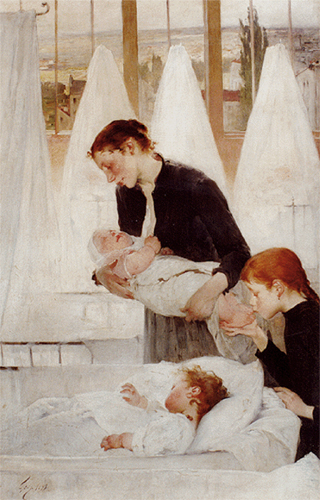
Жан Жоффруа (художник) Ясла, 1899

Ясла — заклад, в якому здійснюється догляд і виховання дітей від трьох місяців до трьох років (згідно із Законом України «Про дошкільну освіту» від 2025 року: «ясла - тип організації освітньої діяльності, що забезпечує здобуття дошкільної освіти дітьми віком від трьох місяців до трьох років»). Установа, в якій об'єднані дитячий садок і ясла, називається «ясла-садок».
Слово ясла є семантичною калькою з фр. crèche, що може значити і «годівниця для худоби», «ясла», і «заклад для утримання немовлят».

## Історія
Перші ясла з'явилися у Франції у 1840 році, а «Товариство Ясел» (Société des Crèches) офіційно визнане урядом у 1869 р.
У Сполучених Штатах приватні ясла з'явилися у 1850-х.

### В Україні
У Російській імперії перші заклади по догляду за дітьми з'явилися у 1845 році: їх відкрила в Петербурзі княгиня Барятинська для дітей всіх станів і віросповідань на безкоштовній основі (поява перших ясел на селі датується 1896 р.). До кінця 1880-х офіційно зареєстрованих ясел в Російській імперії було небагато: на думку О. Ф. Селіванова, на початку ХХ ст. при фабриках діяло не більш ніж 50 ясел, а всіх типів ясел — не більш ніж 200. Це стосується, проте, лише офіційних закладів, насправді ясел було набагато більше. Так, на селі існували «малі ясла», де стара жінка брала під свій нагляд дітей 4-6 років під час роботи батьків.
На території України одними з перших закладів для немовлят були ясла в Харкові на Москалівській вулиці, відкриті 29 січня 1889 р. на пам'ять врятування царської родини під станцією Бірки 17 жовтня 1888 року. Заклад, що офіційно називався «Ясла», був створений за ініціативою та коштом дружини харківського міського голови Марії Миколаївни Фесенко, призначався для дітей з бідних сімей.
Масове поширення ясел і дитячих садків пов'язане з першими роками радянської влади. Жінки-робітниці могли віддати немовля для піклування на весь робочий день, оскільки відпустка по вагітності та пологах була дуже короткою. На 1940 рік у СРСР налічувалося близько 781 тисяча ясельних місць, а на 1977 р. — понад 3 мільйони. Були 4 вікові групи: для грудних дітей (до 9 міс.), «повзункова група» (від 9 до 14 міс.), середня група (від 14 до 24 міс.) і старша група (від 2 до 3 років).
До середини XX ст. ясла та дитячі садки були окремими закладами: у перші приймали до 3-х років, у другі — у віці 3-7 років. У 1959 відбулося об'єднання установ у ясла-садки, як окремий заклад ясла проіснували до середини 1970-х у сільській місцевості. Класичний ясла-садок складався з 7 вікових груп: 3 ясельних і 4 дитсадкових.
До 2025 року в Україні діяла стара редакція Закону України «Про дошкільну освіту», згідно з яким "Заклад дошкільної освіти (ясла) – для дітей віком від одного до трьох років, де забезпечували догляд, розвиток і виховання відповідно до Базового компонента дошкільної освіти."